# 고질라: 킹 오브 몬스터
《고질라: 킹 오브 몬스터》(영어: Godzilla: King of the Monsters)는 2019년 개봉한 미국의 괴수 영화이다. 《고질라 영화》의 35번째 영화이자 2014년 영화 《고질라》와 《콩: 스컬 아일랜드》의 속편으로, 몬스터버스의 세번째 작품이다.

## 줄거리
고질라와 무토의 샌프란시스코 전투로 아들을 잃은 모나크의 연구과학자 엠마와 마크, 그리고 딸 매디슨은 슬픔을 가까스로 이겨내며 하루하루 살아가고있는데, 미지의 생물을 연구하는 모나크 소속 과학자인 엠마는 타이탄과 대화할 수 있는 음파를 만드는 기계, 오르카를 발명하게 된다. 이것으로 부화 직후 폭주하던 모스라 유충과교감을 하던 중, 엠마는 괴수들을 이용해 인류멸망의 운명을 자초하는 테러 조직에게 딸 매디슨과 함께 납치된다. 테러 조직의 목적은 옛날에 지구에 왔다 얼어붙은 기도라를 깨우는 것, 테러리스트들이 기도라를 깨우고 고질라가 기도라를 감지하여 남극에서 전투를 시작한다. 기도라는 고질라의 방사열선을 피하고 역으로 인력광선을 발사해 고질라를 넘어뜨린다. 기도라는 싸우다 갑자기 날아간다. 고질라가 기도라를 항해 울부짖으며 1차전이 끝난다.
한편, 테러리스트는 로단을 깨우고 로단은 인간들과 공중전을 하게 된다. 인간들의 전투기는 모두 폭파되고 마지막으로 주인공 일당을 쓰러트리려고 하는데 인간들은 꾀를 내어 로단을 기도라 쪽으로 유인한다. 인간의 작전은 성공하고 기도라는 로단의 날개를 양쪽 머리로 붙잡고 가운데 머리가 인력광선을 발사해서 로단을 바다로 추락시킨다. 하지만 기도라가 인간을 쫓아오기 시작한다. 위기의 순간, 고질라가 물속에서 기도라를 덮쳐서 물속에서의 2차전을 시작하게 된다 고질라는 우위를 점하면서 결국 기도라의 머리 한쪽을 뜯어낸다. 그런데 인간들이 둘 모두를 죽이려고 옥시전 디스트로이어를 발사해서 고질라는 치명상을 입어 가라앉고, 기도라는 생존해서 날아가는 충격적인 장면이 포착된다. 기도라는 로단이 깨어난 화산에서 승리의 표효를 하고 로단은 기도라에게 굴복한다. 이리하여 기도라가 잠시 왕이 된다.
기도라는 텔레파시를 이용해 스킬라, 므두셀라, 베헤모스를 깨운다. 한편 모스라 유충은 폭포 속에서 성충으로 변태를 하고, 온몸에서 빛을 뿜는 일명 '신의 광선'으로 고질라에게 신호를 보낸다. 이를 이용해 고질라의 거처를 찾아낸 인간들은 천천히 회복 중인 고질라를 발견하고, 빠른 회복을 위해 세리자와 박사는 핵폭탄을 설치하고 희생한다. 고질라]]는 방사능을 모두 충전해 곧 폭발할 수 있는 위험한 상황이 되었지만 그래도 기력을 모두 회복한 상태가 되었다. 한편, 매디슨은 오르카를 훔쳐내 보스턴에서 가동하고, 곧 기도라가 도착한다. 기도라가 매디슨을 발견해 죽이려는 순간 고질라가 방사열선으로 기도라를 밀어낸다. 이에 기도라도 고질라에게 돌격하고, 둘은 서로 울부짖으며 충돌한다. 처음에는 고질라가 기도라를 방사열선으로 밀치는 등 여러 가지로 우위를 점했다. 그리고 성충 모스라의 지원으로 더욱 기도라가 위험에 처한 상태였지만, 로단이 끼어들어서 모스라를 방해하고, 기도라가 전기탑의 전기를 흡수하여 전신에서 인력광선을 발사해서 고질라가 밀리기 시작했다. 그러다 로단과 모스라의 전투에서 우위를 점하던 로단이 모스라의 독침에 찔려 쓰러진다. 하지만 모스라도 힘이 약해진 상태다. 기도라는 고질라를 감아서 구름 위로 올라가여 고질라를 떨어뜨린다. 고질라는 엄청난 고통을 느끼며 추락하고 죽을 위기에 처한다. 모스라가 고질라 위에서 빛을 내며 기도라 쪽으로 돌진하지만 기도라는 인력광선을 발사해서 모스라를 산화시킨다. 자신을 희생하여 기도라의 인력광선에 맞아 죽은 모스라의 방사능과 육체는 고질라에게 스며들었다. 하지만 기도라가 고질라의 에너지 일부를 흡수한다. 그때, 엠마가 오르카를 가동시켜 기도라의 주의를 끌고, 기도라는 오르카를 보유한 엠마를 쫓아간다. 엠마가 죽기 직전 고질라의 소리가 들려서 기도라가 고개들을 돌리니 고질라가 버닝 고질라로 각성한 모습이 보였다. 기도라는 대처하려고 했지만 버닝 고질라가 체내방사를 먼저 일으켰다. 기도라의 날개 가죽이 타버렸다. 기도라는 인력광선을 발사했지만 고질라에게는 아무 타격도 없었다. 두 번째 체내방사를 일으켰을 때는 효과가 컸다. 기도라의 양쪽 머리가 모두 소멸되고 날개가 완전히 소멸되었다. 고질라는 기도라를 밟으면서 마지막 일격을 가했다. 기도라는 가운데 머리만 남게 되고 그마저도 고질라의 방사열선에 소멸된다. 그리하여 고질라는 베헤모스, 스켈라, 퀸 무토, 그리고 로단이 굴복하는 진실된 왕이 되었다. 그리고 얼마후 조나일당이 바다에 고질라가 자른 기도라의 머리를 회수한다

## 출연
- 카일 챈들러 - 마크 러셀 역
- 베라 파미가 - 에마 러셀 역
- 밀리 보비 브라운 - 매디슨 러셀 역
- 브래들리 휫퍼드 - 릭 스탠턴 역
- 샐리 호킨스 - 비비언 그레이엄 역
- 찰스 댄스 - 앨런 조나 역
- 토머스 미들디치 - 샘 콜먼 역
- 아이샤 하인즈 - 다이앤 포스터 역
- 오시어 잭슨 주니어 - 잭슨 반스 역
- 데이비드 스트러세언 - 윌리엄 스텐즈 역
- 와타나베 켄 - 이시로 세리자와 역
- 장쯔이 - 아일린 첸 / 링 첸 역
- 조나단 하워드 - 애셔 역
- 랜디 하벤스 - 팀 맨시니 박사 역

### 등장괴수
- 고질라 : 작중 괴수의 왕이라고 불리며, 모습은 옛날 복원도의 수각류의 모습이고 꼬리가 몸길이의 절반이 넘는다. 알파 타이탄으로 분류된다.
- 모스라 : 작중 괴수의 여왕이라고 불리며, 모습은 거대한 나방의 모습에 날카로운 앞다리, 그리고 독침을 가지고 있는 괴수.
- 로단 : 살아있는 화산으로 묘사되며, 익룡을 닮은 생명체
- 기도라 : 삼두룡의 모습을 한 순수 우주 생명체. 알파 타이탄으로 분류된다
- 베헤모스 : 브라질 리우데자네이루에서 깨어난 메머드를 닮은 괴수.
- 스킬라 : 애리조나에서 깨어난 괴수로 언뜻 보기엔 거미 같지만 사실 다리가 달린 두족류에 가깝다.
- 므두셀라 : 독일 뮌헨에서 깨어난 산으로 위장해 있던 괴수.
- 퀸 무토 : 오랜 세월 동안 살았던 암컷 무토로, 2014년 영화 속 무토와는 약간 다른 형태를 띠고 있다.